# 1-й инженерно-сапёрный батальон (КМП США)
1-й инженерно-сапёрный батальон (англ. 1st Combat Engineer Battalion (1 CEB)) — тактическое формирование Корпуса морской пехоты США. Батальон занимается инженерной поддержкой 1-й дивизии морской пехоты. К ней относятся: инженерная разведка; ремонт дорог; возведение сборных мостов; строительство мостов; строительство и разрушение препятствий; минирование и разминирование; маскировка позиций..

## История
24 февраля 1941 года в заливе Гуантанамо на Кубе, подразделение, тогда известное как 1-й инженерный батальон (1st Engineer Battalion), было активировано с формированием штаба и обслуживающей роты (H&S). Все роты батальона были задействованы к 15 декабря 1941 года, всего через восемь дней после нападения на Пёрл-Харбор.
В августе 1942 года батальон вместе с 1-й дивизией морской пехоты высадился на Гуадалканале. Столкнувшись с острой нехваткой инженерного оборудования, батальон использовал трофейные японские бульдозеры и грузовики для завершения строительства аэродрома и обороны по периметру морской пехоты. Выступая ночью в роли пехоты, инженеры были заняты устранением повреждений, нанесенных атаками японских бомбардировщиков.
1-й инженерный батальон участвовал в четырех других кампаниях Второй мировой войны: в Восточной Новой Гвинее, Новой Британии, Пелелиу и Окинаве. Типичной ролью, которую сыграли инженеры, было нападение роты С на Новую Британию в 1944 году. Столкнувшись с хорошо укрепившимся противником в болотистой местности, инженеры провели мучительный день, строя гаченую дорогу под прямым огнем противника. Ближе к вечеру танки были выдвинуты вперед, чтобы возглавить атаку, но не смогли преодолеть берег реки высотой 12 футов прямо перед японскими позициями. Призванные преодолеть последнее препятствие, два инженера двинулись вперед на небронированном бульдозере. Оба были быстро убиты, но ещё один молодой инженер прыгнул на борт и сумел расчистить путь. Вечером того же дня атака увенчалась успехом.
После Второй мировой войны батальон служил в Китае на оккупационной службе, а затем в 1947 году был переведён в Кэмп-Пендлтон.
1-й сапёрный батальон был переброшен в Корею в 1950 году и участвовал в блестящей высадке в Инчхоне. За время этого конфликта сапёры участвовали в десяти кампаниях, но наиболее известны тем, что помогли возглавить знаменитый «прорыв» на Чосинском водохранилище.
1 мая 1957 года батальон был переименован в 1-й пионерский батальон (1st Pioneer Battalion). В октябре 1962 года подразделения батальона приняли участие в Карибском кризисе. 1 мая 1963 года батальон был переименован в 1-й инженерно-сапёрный батальон (1st Combat Engineer Battalion).
В 1965 году батальон отправился во Вьетнам, где оставался до 1971 года. Оказывая разнообразную инженерную поддержку I корпусу, батальон также принял участие в битве за город Хюэ. 31 марта 1976 года, вскоре после возвращения в Кэмп-Пендлтон, батальон был переименован в 1-й сапёрный батальон, что более точно отражает его конкретную задачу.
17 августа 1990 года батальон прибыл в Саудовскую Аравию и начал разгрузку судов MPF (Maritime Prepositioning Force) и подготовку оборонительных позиций во время операции «Щит пустыни». Шесть месяцев спустя сапёры прорвали иракские минные поля и заграждения во время атаки на Кувейт 24 февраля 1991 года в рамках операции «Буря в пустыне». Освобождение Кувейта было обеспечено 28 февраля 1991 года, и инженеры приготовились вернуться в Соединённые Штаты.
1-й инженерно-сапёрный батальон вернулся в Сан-Матео 1 апреля 1991 года и продолжал оказывать инженерную поддержку 1-й дивизии морской пехоты.
С 29 декабря 1992 г. по 2 февраля 1993 г. 1-й инженерно-сапёрный батальон был дислоцирован в Могадишо, для поддержки операции «Возрождение надежды». В этот период батальон участвовал в оказании помощи и обеспечении безопасности в Сомали. Подразделения 1-го CEB укрепили позиции и улучшили оборону посольства США, аэропорта Могадишо и стадиона Могадишо. Достижения батальона в ходе операции «Возрождение надежды» включали обнаружение и обнаружение 27 мин, разведку 4 мостов, строительство и установку 55 водопропускных труб, а также 127 миль дорожных работ и ремонта.
В 1994 году 1 CEB провел несколько важных операций и учений. 3-й плацдарм роты А развёрнут с 2/9 на Форт-Шерман, Панама, с 6 по 30 января. Рота Б поддерживала 5-й и 23-й полки морской пехоты во время операции «Золотой Фазан-94» с 24 по 27 февраля. 1 CEB направил 18 морских пехотинцев в Кувейт с 6 по 24 апреля для участия в операции «Родная ярость» (Native Fury) в составе 3-го батальона 7-го полка морской пехоты (3/7). Инженеры 1-го CEB построили мобильный штурмовой курс на полигоне Удари, обеспечили 3/7 поддержку мобильности/контрмобильности и провели перекрестное обучение с инженерами кувейтской армии.
В августе 1994 года 1 CEB предоставил роту (усиленная) национальному лесу Венатчи в округе Якима, штат Вашингтон, и национальному лесу Кутенай в Либби, штат Монтана, для поддержки оперативной группы Wildfire. Эта поддержка должна была помочь усилиям по сдерживанию лесных пожаров в Тайи (Tyee), штат Вашингтон, и Куканусе (Koocanusa), штат Монтана. Часть морской пехоты также была переброшена в Персидский залив для поддержки операции «Бдительный воин» — ответа I MEF на военные манёвры Ирака на границе с Кувейтом.
Взвод (усиленный) был переброшен в Чилливак, Канада, в январе 1994 года для поддержки Королевских канадских инженеров. Они проводили тренировки по выживанию в зимних условиях, катанию на горных лыжах и тактическому передвижению в арктических условиях. В апреле 1996 года батальон был направлен в Учебный центр боевых действий в горах (MCMWTC) Корпуса морской пехоты в Бриджпорте, штат Калифорния, для проведения учебного курса 4-96 по ведению боевых действий в горах. В мае 1996 года подразделения 1-го CEB провели операции JTF-6 в Имперской пустыне (Imperial Desert), Калифорния. Морские пехотинцы были ответственны за поимку более 300 нелегалов и более 500 фунтов марихуаны во время операции. В сентябре 1996 года подразделение батальона размером с роту было направлено в национальный лес Уматилла в Орегоне для борьбы с лесными пожарами в составе оперативной группы по оказанию помощи при стихийных бедствиях (DRTF) Национального межведомственного пожарного центра (NIFC).
В декабре 1996 года 1 CEB развернул две полноценные роты, роту инженерной поддержки (ESC) и элементы роты H&S для операции STEEL KNIGHT VI. Эта операция проходила в учебном центре «29 Пальм», в ней приняли участие более 6000 морских пехотинцев из каждого основного подразделения, входящего в состав наземных сил 1-го экспедиционного соединения морской пехоты.
В июле 1999 года батальон развернул два взвода для поддержки учений «Яркая звезда» в Египте, обеспечивая защиту наземных войск, участвующих в учениях. В июне 2001 года батальон участвовал в учениях RED REEF в Саудовской Аравии одним сапёрным взводом. В ходе учений взвод провел двустороннюю учебную стрельбу с саудовскими инженерами из 2-го батальона 2-й бригады Королевских сил морской пехоты Саудовской Аравии (RSMF). Кроме того, взвод высадился в Акабе (Иордания) для проведения учений «Бесконечный лунный свет».
После нападений 11 сентября 2001 года на Соединённые Штаты взвод инженеров вместе с 15-м экспедиционным отрядом морской пехоты (15 MEU) был переброшен в Афганистан и поддержал захват авиабазы Баграм во время операции «Несокрушимая свобода».
В начале 2003 года 1 CEB был направлен в Кувейт для проведения операции «Иракская свобода». В марте 1 CEB объединился со 2-м CEB в качестве сапёрного подразделения 1-й дивизии морской пехоты и двинулся в Ирак для поддержки марша I MEF на Багдад. Четыре сапёрных взвода оставались в Ираке до конца 2003 года для оказания поддержки пехотным батальонам, все ещё дислоцированным в городах Кербела, Дивания, Наджаф и Самава. К октябрю 2003 года все оставшиеся взвода были переброшены обратно в Кэмп-Пендлтон из Ирака.
Роты 1-го CEB вернулись в Ирак в марте 2004 года. И рота C (усиленная), и рота B (усиленная) поддерживали боевые группы 1-й дивизии морской пехоты (RCT) 1 и 7 в провинции Анбар. Два усиленных инженерных взвода, приданные MEU, также поддерживали боевые действия в Ираке. В июле батальон развернул отряд для проведения углубленной подготовки по использованию СВУ на театре военных действий. К октябрю 2004 года рота C и рота B были выведены обратно в Кэмп-Пендлтон, Калифорния.
В 2005 году 1-й взвод CEB в составе 11-го и 15-го MEU поддерживал боевые действия в Ираке. В марте к боевым действиям в стране присоединился дополнительный взвод. В сентябре рота C (усиленная) была развёрнута в западной провинции Анбар для поддержки RCT-2. Рота C участвовала в операции «Стальной занавес» и операциях в окрестностях Хадиты, Хита, Хаклании и Барваны. В феврале 2006 года рота B была направлена в провинцию Анбар для поддержки RCT-5. Рота C вернулась в Кэмп-Пендлтон в марте 2006 года, а затем была направлена обратно в Ирак в августе/сентябре для смены роты B в Фаллудже для поддержки как RCT-5, так и RCT-6.
С января по декабрь 2007 года две линейные роты, рота C (усиленная) и рота B (усиленная), были задействованы для поддержки операции «Иракская свобода» (OIF). Рота C (усиленная) развернула ISO RCT-5 со штаб-квартирой в лагере Фаллуджа, а рота B (усиленная) развернула ISO RCT-2. 3-й и 1-й взводы роты А также были развёрнуты для поддержки OIF, будучи приданными к 15-му и 13-му экспедиционным отрядам морской пехоты, соответственно. 2-й взвод роты А провел подготовку перед развёртыванием, а затем был придан к 11-му MEU для начала тренировок. Рота инженерной поддержки, а также штаб и рота обслуживания предоставили морскую пехоту и оборудование развёрнутым линейным усиленным ротам, а также оказали поддержку в обучении базовых станций для подразделений, готовящихся к развёртыванию. Благодаря координации и руководству штаба Корпуса морской пехоты (HQMC) батальон приступил к формированию мобильной штурмовой роты (Mobility Assault Company (MAC)) — бывшей роты D (кадровая рота), но с новой задачей — прорыв бронетехники через мины и барьеры.
Первоначально эта рота была сформирована вокруг двух будущих систем: бронированной машины разминирования M1150 ABV и танкового мостоукладчика M1074 JAB. Впоследствии было решено включить задачу по расчистке маршрутов, которая была разработана на театре военных действий и стала критически важным инженерным требованием как в кампаниях OIF, так и в кампаниях OEF, обеспечивая мобильность дивизии и региональных командований.
В июле 2008 года батальон провел учения «Летняя жара» — альтернативную тренировочную площадку для нескольких батальонов на военной базе КМП «29 Пальм», Калифорния.
В январе 2009 года батальон был официально уведомлен о том, что он будет направлен в Афганистан для поддержки операции «Несокрушимая свобода» в Афганистане в качестве передового батальона в полном составе. Это будет первый случай после операции «Иракская свобода» (OIF) 1, когда штабы батальонов будут развёрнуты вместе. Сапёры батальона провели курсы командира сапёрного отделения 01-09 (Sapper Squad Leader Course 01-09). В этом месяце 1-й взвод роты А был развёрнут в составе 11-го MEU. 1-й и 2-й взводы роты С начали развёртывание для поддержки МОФ. 1-й и 2-й взводы роты B, а также штаб роты остались переброшенными в Ирак для поддержки OIF 08.2.
В период с июля по октябрь 2009 года 1-й инженерно-сапёрный батальон (1 CEB) действовал вместе со штабом и обслуживающей ротой, ротой инженерного обеспечения и мобильно-штурмовой ротой в поддержку операции «Несокрушимая свобода 9.1» в Афганистане. Три сапёрные роты: рота А, рота Б и рота С остались в Кэмп-Пендлтоне, Калифорния. В период с ноября по декабрь 2009 года 1 CEB работал с ротой H&S, ESC, MAC и тремя инженерно-сапёрными ротами: ротой A, ротой B и ротой C в Кэмп-Пендлтоне, Калифорния.
В период с января по июнь 2010 года 1-й инженерно-сапёрный батальон (1 CEB) проводил подготовку перед развёртыванием вместе с штабом и ротой обслуживания (H&S), ротой инженерной поддержки (ESC), мобильной штурмовой ротой (MAC) и ротой C для предстоящего развёртывания в поддержку операции «Несокрушимая свобода» в Афганистане. Рота А, 1-й взвод, провела цикл тренировок перед развёртыванием, чтобы подготовить взвод к предстоящему развёртыванию в составе 13-го MEU. В период с января по июнь 2010 года 1st CEB работал с ротой H&S, ESC, MAC и тремя инженерно-сапёрными ротами: ротой A, ротой B и ротой C в Кэмп-Пендлтоне, Калифорния.
В феврале рота B была направлена в Афганистан для поддержки операции «Несокрушимая свобода 10.1». Ее основная задача заключалась в обеспечении мобильности, контрмобильности и поддержки живучести полковой боевой группы № 2 и полковой боевой группы № 7. Рота B имела 2-й взвод 4-го инженерно-сапёрного батальона, приданный для непосредственной поддержки 3-му батальону 7-го полка морской пехоты. Рота А вернулась из развёртывания в составе 11-го MEU, которое длилось с сентября 2009 г. по апрель 2010 г. В мае 2010 г. , 3-й взвод роты A был развёрнут в составе 15-го MEU.
В октябре 2010 года 1 CEB вернулся в Афганистан для поддержки операции «Несокрушимая свобода 10.2» в составе роты C, мобильной штурмовой роты, роты инженерной поддержки, а также штаба и обслуживающей роты. Кроме того, батальон был пополнен штабом роты из инженерно-сапёрной роты Штурмового батальона 3-й дивизии морской пехоты, Окинава, Япония, и дополнен 309-й инженерной ротой резерва СВ США, базирующейся в Арден-Хиллз, штат Миннесота, участвующей в разведке и очистке маршрутов (Route Reconnaissance and Clearance (R2C)).
8 мая 2011 года 1 CEB вернулся из Афганистана, чтобы начать подготовку перед развёртыванием перед следующим развёртыванием в поддержку OEF 12.1. 1 CEB провел батальонные учения в Учебном центре горной войны КМП (MCMWTC) в Бриджпорте, Калифорния, с 8 сентября по 7 октября. Впервые в современную эпоху в MCMWTC был направлен 1 CEB для проведения учений. 1 CEB помог специалистам по обучению и поддержке MCMWTC разработать сценарий обучения, адаптированный к более конкретным миссиям и включающий в себя сапёрный батальон.
В апреле 2012 года 1 CEB снова вернулся в Афганистан для поддержки операции «Несокрушимая свобода» 12.1. Основная часть батальона состояла из штаба и роты обслуживания, мобильной штурмовой роты, роты инженерной поддержки и резервной роты, приданной 4-й дивизии морской пехоты в качестве дополнительной роты расчистки маршрутов — роты E 4-го танкового батальона.

## Состав
- Штаб и рота обслуживания (Headquarters and Service Company)
  - штаб роты обслуживания
  - штаб 1-го инженерно-сапёрного батальона
  - S-1 (отдел кадров)
  - S-2 (отдел разведки)
  - S-3 (отдел операций и подготовки)
  - S-4 (отдел логистики)
  - взвод связи
  - медицинская секция
  - капеланская секция
- Рота A (усиленная) (Company A (rein))
  - Штаб роты
  - 3 инженерно-сапёрных взвода
- Рота B (усиленная) (Company B (rein))
  - Штаб роты
  - 3 инженерно-сапёрных взвода
- Рота C (усиленная) (Company C (rein))
  - Штаб роты
  - 3 инженерно-сапёрных взвода
- Мобильная штурмовая рота (Mobility Assault Company)
  - штаб роты
  - взвод очистки маршрутов
  - взвод штурмовых мостов (M1074 JAB)
  - взвод штурмовых сапёров (M1150 ABV)
- Рота инженерной поддержки (Engineer Support Company)
  - штаб роты
  - инженерно-строительный взвод
  - автотранспортный взвод
  - взвод электрогенерации[1][4]